# Adorf
Adorf é uma pequena cidade alemã e distrito em Vogtlandkreis, ao sudoeste do estado da Saxônia. Adorf pode ser traduzido como "A-aldeia", o "A" vem do alemão arcaico Ahha, que quer dizer água. Logo, o nome seria aldeia da água. Gettengrün, uma vila dentro do distrito, faz fronteira com a República Tcheca.

## Geografia
Adorf está localizada no Elstergebirge, uma baixa cadeia de montanhas, que fazem parte dos Montes Metalíferos. O ponto mais baixo do distrito de Adorf é em Rebersreuth (415 m), e o mais alto em Hoher Stein (em alemão, pedra alta) próximo a Gettengrün (632,9 m). Esta Hoher Stein não é a mesma Vysoký kámen, localizada na República Tcheca, cujo nome em alemão é o mesmo.
A cidade de Adorf fica na junção dos rios Weisse Elster e Schwarze Elster (Weisse e Schwarze significam branco e preto, respectivamente). Estes rios são em forma de "V" e correm entre vales de florestas. Vários outros ribeirões cortam Adorf, como o Tetterweinbach, o Ameisenlohbach (ameisen significa formiga), Eisenbach (riacho do ferro) e ainda outros. Ao longo do rio Weisse Elster, fica a Bundesautobahn 92 e a ferrovia Vogtlandbahn que liga Plauen e Cheb (ou Eger), na República Tcheca, e Plzeň, Munique e Praga.
Ao rio Schwarze Elster fica a Bundesautobahn 283 e outra linha ferroviária da Vogtlandbahn, que liga Markneukirchen, Klingenthal e então Zwota e Zwickau.
O distrito inclui as vilas: Arnsgrün, Remtengrün, Hermsgrün, Rebersreuth, Leubetha, Freiberg, Jugelsburg e Sorge.
Adorf faz divisa com Bad Elster, Eichigt, Markneukirchen, Mühlental e a República Tcheca.

## História
Adorf foi fundada por volta de 1200. Em 1293 ela ganhou o estatos de vila. A muralha da vila foi instaurada em 1477. As indústrias se desenvolveram pela posição favorável e a facilidade dos transportes: artesanato, fiação, tecelagem, bordados trabalhados com madrepérola e fabricação de instrumentos musicais.
O Johanniskirche foi construído em 1498. A vila foi destruída por um incêndio em 1768. O Freiberger Tor, o último portão restante de toda Vogtlandkreis, foi reconstruído entre 1768 e 1773 com um andar superior de madeira. A atual prefeitura foi construída em 1896 - um período em que várias casas foram construídas ao redor do mercado.

## Lugares para visitar

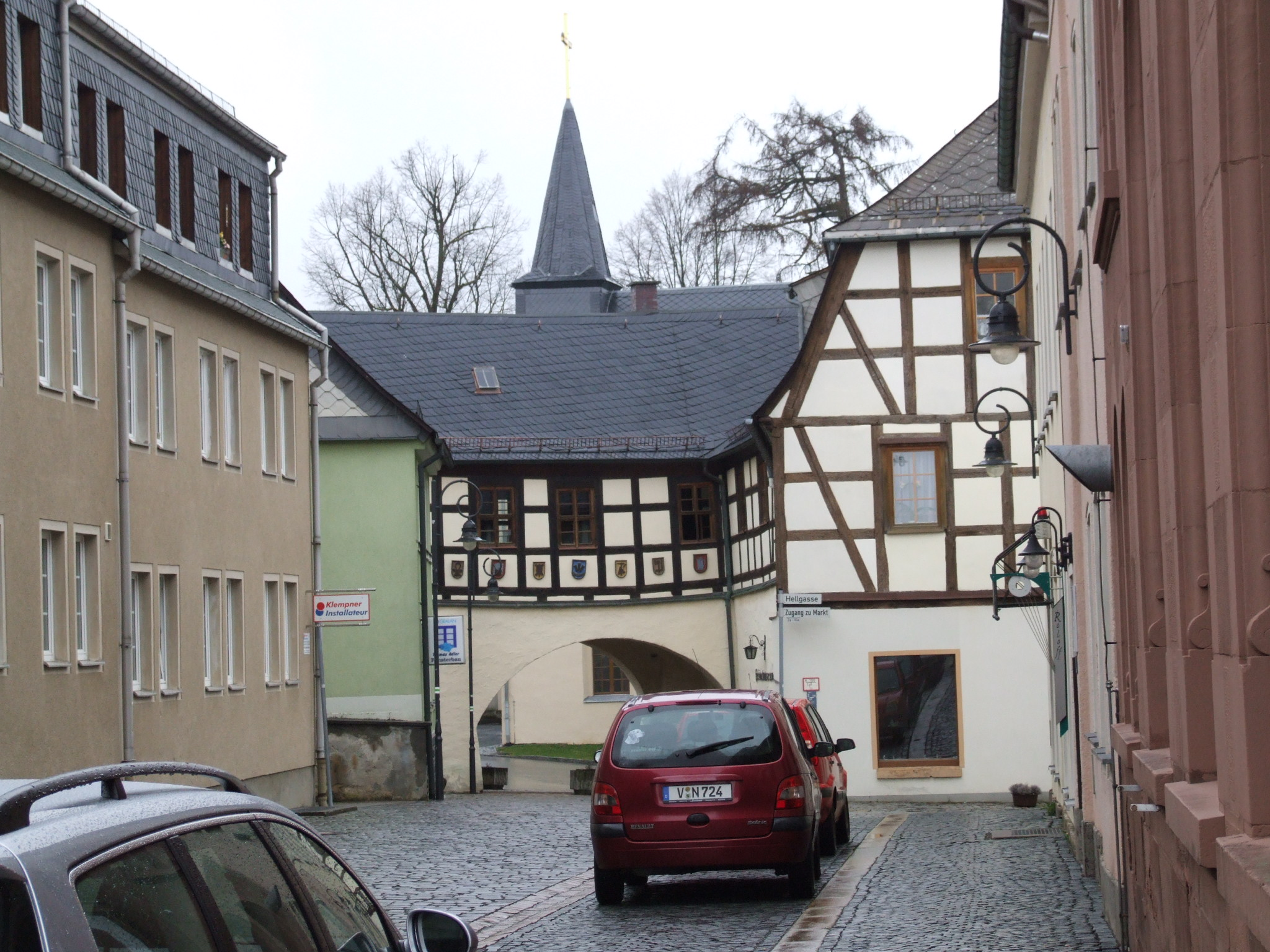
O Freiberger Tor

O Freiberger Tor é o único portão conservado na Vogtlandkreis, ele tem um museu com a maior exibição de madrepérola na Alemanha. Adorf tem o maior mercado em Vogtlandkreis - 231 metros. Há um memorial de guerra para os soldados mortos na Primeira Guerra e um memorial para três cidadãos mortos durante a Guerra franco-prussiana (1870-1871). Próximo à cidade fica o Miniaturschauanlage Klein-Vogtland, um jardim botânico e atrativo turístico com modelos de 50 prédios de Vogtlandkreis feitos numa escala de 1:25.

## Galeria de imagens

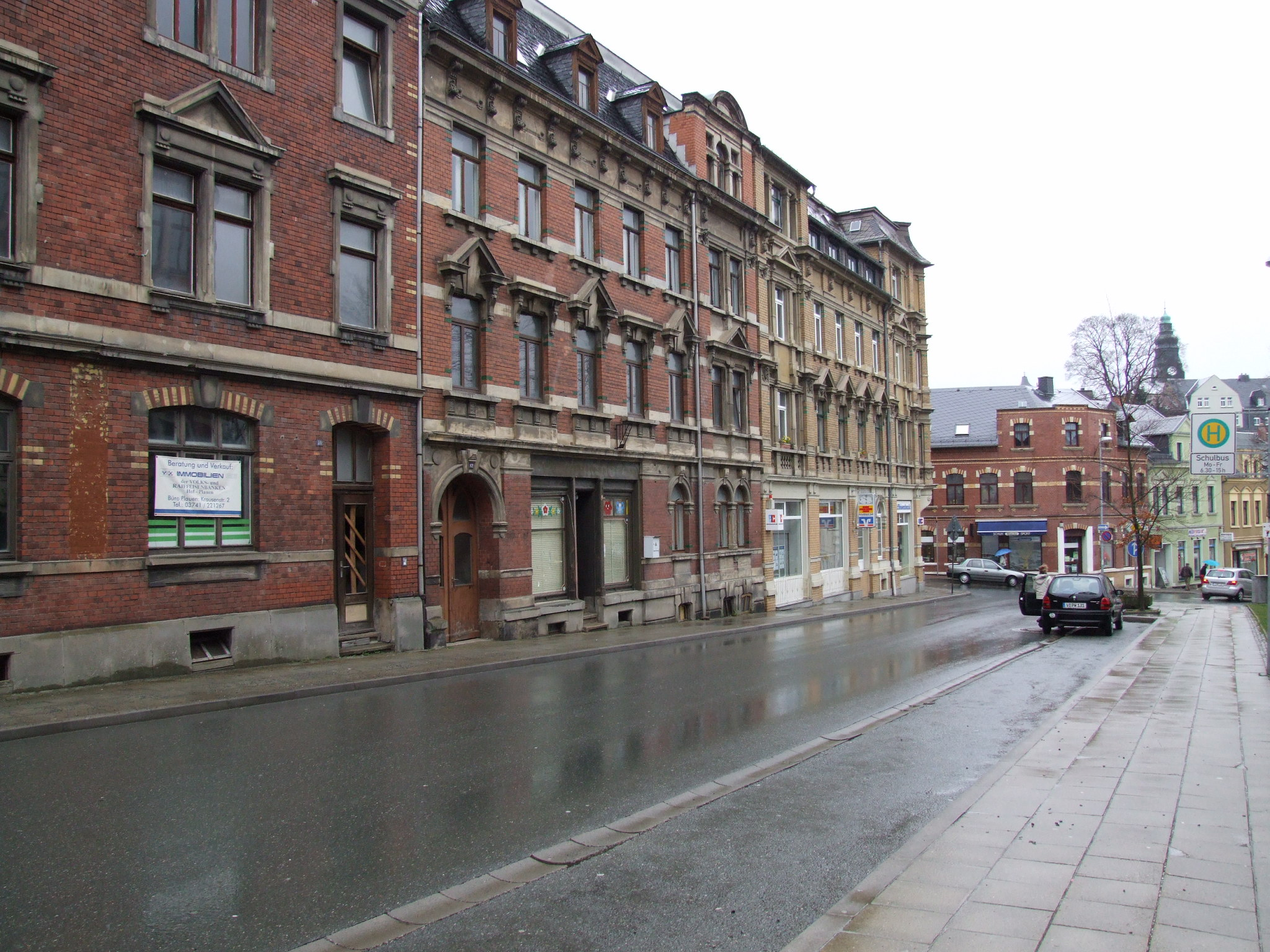
Construções do final do século XIX
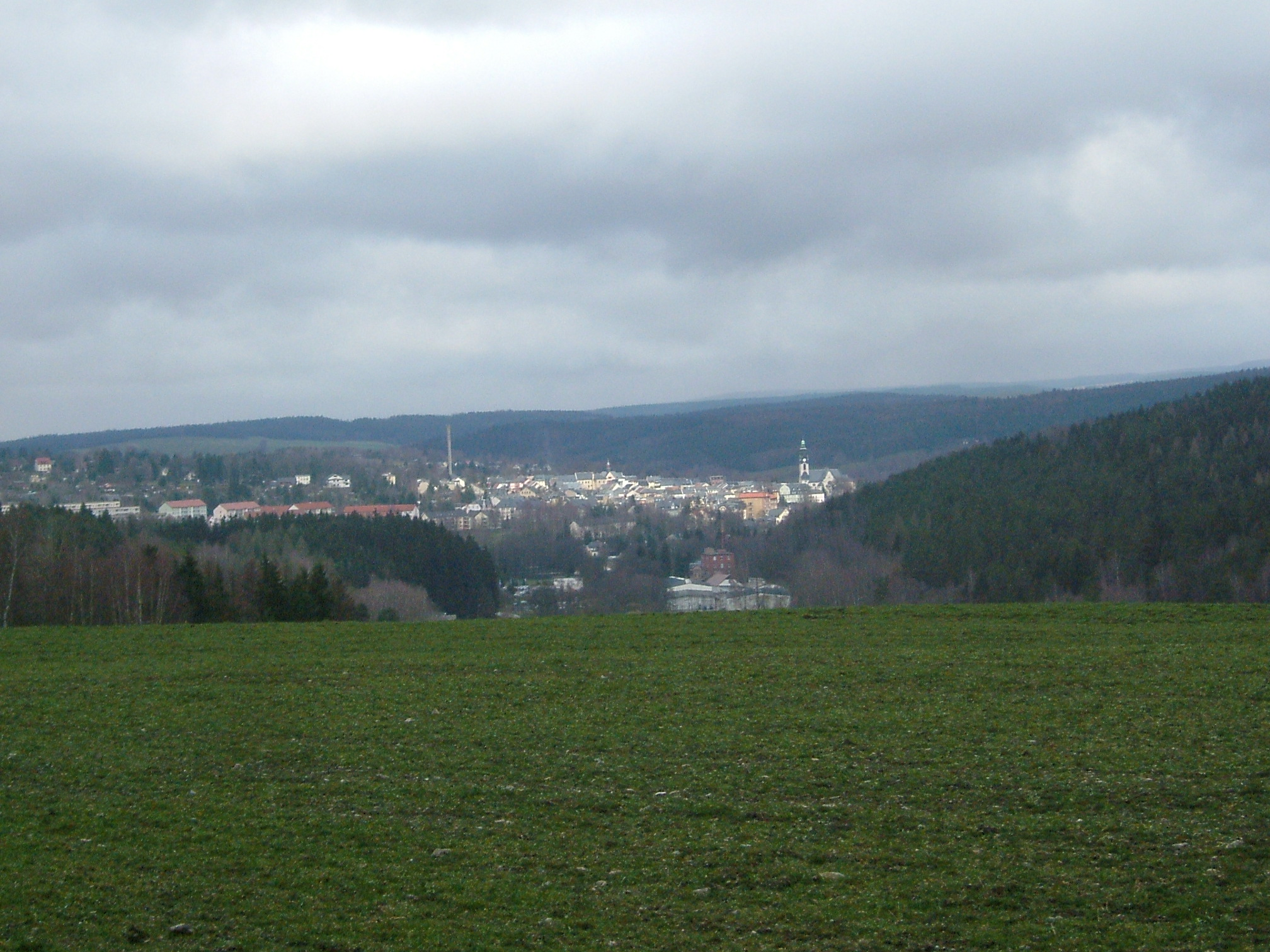
Adorf vista das colinas acima da estação de Bad Elster
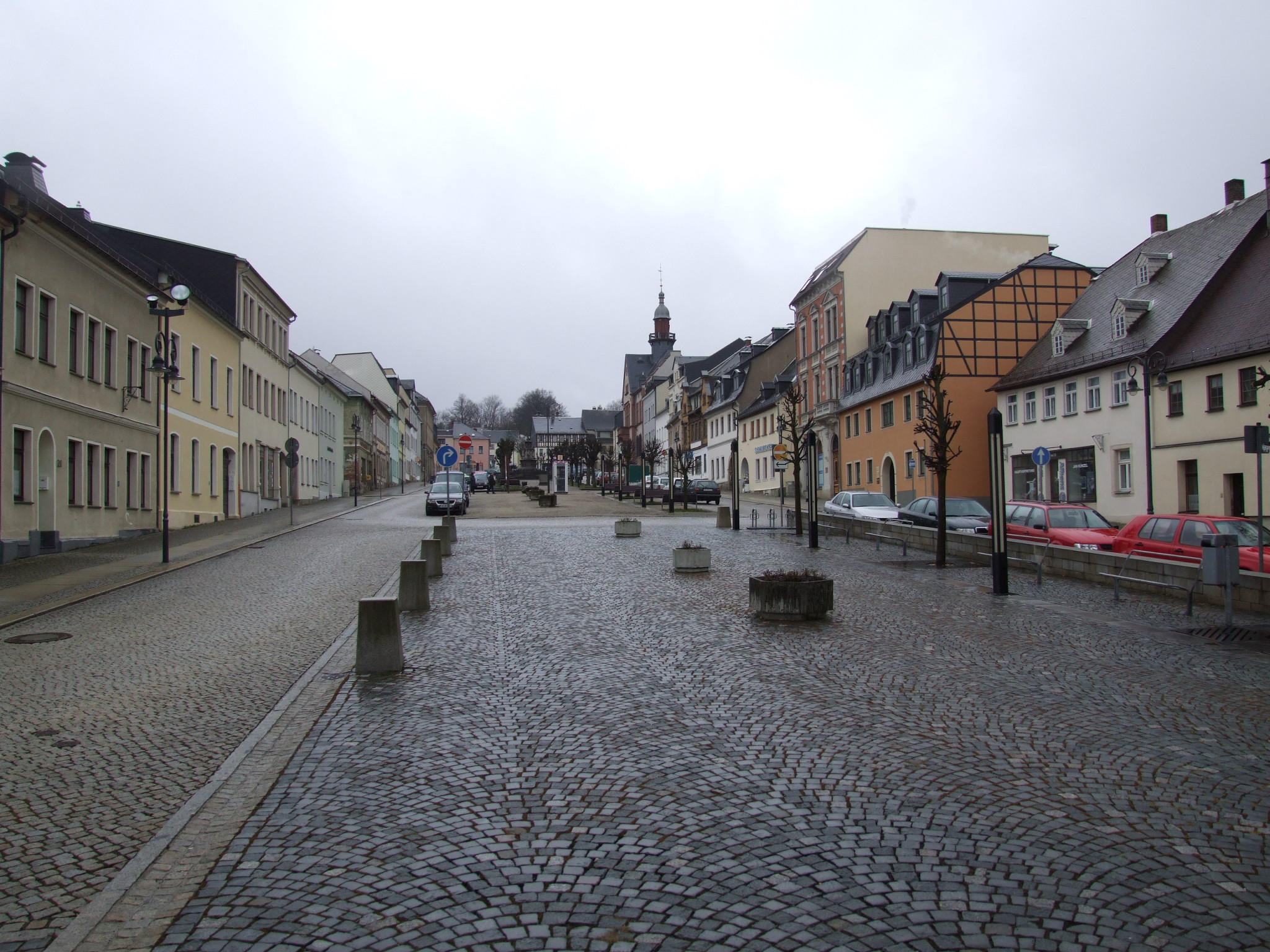
Mercado central visto da Igreja de São Miguel